# Ferrari Dino 166 F2
La Ferrari Dino 166 F2 è un'autovettura da competizione prodotta dalla Ferrari dal 1967 al 1968 in sette esemplari, vincitrice della Temporada Argentina 1968 con Andrea De Adamich.

## Il contesto
All'epoca del lancio di questo modello, la Ferrari era impegnata in diversi tipi di competizioni, quali la Formula 1, la Formula 2 e le gare per vetture Sport Prototipo. Per la stagione 1967 di Formula 2, la Casa di Maranello progettò e costruì la “Dino 166 F2”, presentandola il 25 febbraio dello stesso anno ad una mostra d'auto da competizione a Torino dopo che i progettisti Ferrari furono obbligati a adempiere il lavoro in soli due mesi, visto che Enzo Ferrari desiderava presentare il nuovo modello necessariamente all'appuntamento citato.
Il propulsore installato su questa vettura era un cosiddetto “Dino”. L'appellativo di questo tipo di motori Ferrari traeva origine dal nome del figlio di Enzo Ferrari, Dino, a cui è ascritta la progettazione. Questo propulsore aveva una particolarità: era un V6 che possedeva l'angolo tra le due bancate di 65°. Fu progettato e costruito con questa caratteristica per limitare gli ingombri. Originariamente il motore montato su questo modello aveva una distribuzione formata da tre valvole per cilindro. Fu impiegato con questa conformazione per la prima stagione (1967). Per l'anno successivo il propulsore fu oggetto di uno sviluppo, con l'installazione, tra l'altro, di quattro valvole per cilindro.
Alla fine degli anni sessanta i regolamenti della Formula 2 stabilivano che il monoblocco dei motori installati sulle monoposto doveva derivare da quello montato su modelli costruiti in almeno 500 esemplari. Ciò era irrealizzabile per la Ferrari, dato l'esiguo numero di esemplari fabbricati dalla Casa di Maranello. Quest'ultima decise quindi di stipulare un accordo con la FIAT per la produzione di un modello della Casa di Torino che avrebbe dovuto montare un motore Ferrari, più precisamente un “Dino”. Nacque così la Fiat Dino, che fu commercializzata in due versioni, coupé e spider; la prima era disegnata da Bertone mentre la seconda da Pininfarina. Il monoblocco della Fiat Dino fu poi la base per quello della “Dino 166 F2”, che finalmente poté essere progettata e costruita, dato che il motore superò l'omologazione richiesta dai regolamenti. Questa prima collaborazione tra le due Case automobilistiche fu il preludio dell'acquisto della Ferrari da parte del gruppo FIAT
La sigla numerica nel nome del modello era collegata alle caratteristiche del motore; più precisamente richiamava la cilindrata totale, che era circa di 1,6 L, ed il numero dei cilindri, che erano 6 a V. La sigla “F2” invece significava “Formula 2”, ed era collegata alla tipologia di competizioni per cui fu progettata ed a cui prese parte.
Ne furono realizzati sette esemplari, tre dei quali furono in seguito convertiti nella Dino 246 Tasmania

## Le competizioni
L'unica gara a cui partecipò il modello nel 1967 fu al Circuito di Rouen, con alla guida Jonathan Williams. Nelle qualifiche si classificò tredicesimo, mentre in gara si dovette ritirare per problemi al motore. Questa fu l'unica gara della stagione a cui partecipò il modello perché la Ferrari preferì concentrare gli sforzi per sviluppare la vettura.
Nella stagione 1968 arrivarono le vittorie, entrambe con Tino Brambilla. Brambilla si impose all'Hockenheimring (Gran Premio del Baden-Württemberg) e sul circuito di Vallelunga (Gran Premio di Roma). In quest'ultima gara la Ferrari realizzò una doppietta, grazie ad un'altra “Dino 166 F2”, guidata da Andrea De Adamich.
La vettura partecipò anche alla Temporada Argentina 1968, sempre con De Adamich e Brambilla. La Ferrari si impose in tre gare su quattro. De Adamich, in particolare, vinse la seconda e la terza gara in calendario, e ciò gli permise di aggiudicarsi la competizione.
La Ferrari partecipò poi alla stagione 1969, ma a seguito dei risultati modesti decise di ritirarsi dalla Formula 2, concentrando gli sforzi su altri campionati. Tra i risultati di nota, ci fu il secondo posto di Derek Bell all'Hockenheimring.
Il motore V6 "Dino" tornerà in F2 fortemente rivisto (non vi erano più obblighi di derivazione dalla serie) nel 1977 e 1978 montato su telai Chevron e Ralt ma con risultati ancora più modesti.

## Caratteristiche tecniche
Il motore era un V6 a 65° non sovralimentato, posteriore e longitudinale. L'alesaggio e la corsa erano rispettivamente di 86 mm e 45,8 mm, che portavano la cilindrata totale a 1596,25 cm³. Il rapporto di compressione era di 11:1. La testata ed il monoblocco erano in lega leggera. La potenza massima erogata dal propulsore era di 200 CV a 10.000 giri al minuto.
La distribuzione era formata da un doppio albero a camme in testa che comandava tre valvole (in seguito diventate quattro) per cilindro. Come impianto d'alimentazione montava un sistema di iniezione indiretta Lucas. L'accensione era doppia ed il relativo impianto comprendeva uno spinterogeno. La lubrificazione era a carter secco, mentre la frizione era multidisco.
Le sospensioni erano indipendenti, con quadrilateri trasversali, molle elicoidali coassiali con gli ammortizzatori telescopici e barra stabilizzatrice. I freni erano a disco sulle quattro ruote, mentre la trasmissione era formata da un cambio manuale a cinque rapporti più la retromarcia. Lo sterzo era a pignone e cremagliera. La trazione era posteriore.
Il telaio era a semimonoscocca, con tubi di acciaio e pannelli di alluminio, mentre la carrozzeria era monoposto da Formula 2.
La velocità massima raggiunta dalla “Dino 166 F2” era di 265 km/h.